# Soirans
Soirans település Franciaországban, Côte-d’Or megyében. Lakosainak száma 498 fő (2022. január 1.). Soirans Champdôtre, Pluvet, Tréclun, Villers-les-Pots és Collonges-et-Premières községekkel határos.

## Népesség
A település népessége az elmúlt években az alábbi módon változott:
| Lakosok száma | 114  | 234  | 330  | 446  | 459  | 471  | 485  | 497  | 502  | 498  |
|               | 1968 | 1982 | 1990 | 2006 | 2013 | 2015 | 2017 | 2019 | 2020 | 2022 |